# Grupo de la Izquierda Demócrata y Republicana
El grupo de la Izquierda Democrática y republicana (GRD) (en francés: groupe de la Gauche démocrate et républicaine) es un grupo parlamentario francés establecido el 26 de junio de 2007 en la Asamblea nacional. La coalición, se creó con miembros del Partido Comunista francés, los Verdes, y miembros de izquierda ubicados en la Francia ultramarítima.
El 26 de junio de 2012, después de las elecciones parlamentarias del 10 y 17 de junio, el grupo de la GRD fue reelegido con diez diputados del Frente de Izquierda (entre ellos siete comunistas) y cinco diputados ultramarinos de izquierda.
Después de las elecciones legislativas del 11 y 18 de junio de 2017, el grupo de la GRD es también reelegido con once diputados comunistas del Frente de Izquierda y cinco diputados ultramarinos.

## Historia

### 2007-2012
El registro electoral del Partido Comunista francés (PCF) en 2007 estuvo marcado por periodos difíciles, primero en la elección presidencial en la cual la secretaria nacional del partido, Marie-George Buffet, destacó como el candidato apoyado por el PCF dentro del marco de una alianza antiliberal; en la primera ronda, recibió el 1.93% del voto global. En las subsiguientes elecciones legislativas superaron las proyecciones de las encuestas las cuales pronosticaban solo 5 y 15 asientos, pero no pasaron el umbral de 20 diputados, entonces requeridos para la formación de un grupo parlamentario en la Asamblea Nacional. Como resultado, Alain Bocquet, saliente dirigente del anterior grupo comunista en la asamblea, reclamó el 18 de junio que el requisito del número de diputados necesarios para formar un grupo político sea bajado a 15, por lo cual un total de 15  diputados por el PCF elegidos en las elecciones legislativas lograron formar el grupo parlamentario deseado (no contando al disidente Maxime Gremetz o a los diputados asociados del PCF Jean-Pierre Brard y Jacques Desallangre). A. Bocquet, refiriéndose a la reciente elección de Nicolas Sarkozy, dijo lo siguiente: "si el presidente de la República es demócrata, tendrá que probarlo"; por otra parte sostuvo: "contrariamente a todas las  predicciones, las condiciones para la constitución de un grupo comunista en la Asamblea Nacional ha sido celebrado, y su reconocimiento es parte de una formalidad reguladora".
Durante el anochecer de 17 junio, la segunda ronda de las elecciones legislativas, M.Buffet emitió una apelación para formar un grupo "abierto" para llevar la voz de las "personas" en la Asamblea Nacional, enfocándose en los Verdes (VEC) como objetivo potencial. El portavoz del PCF Olivier Dartigolles indicó que el partido podría asegurar una alianza "con los no-inscritos, con los elegidos del DOM-TOM y con los elegidos progresivos de izquierda", confiando en que las fuerzas en la izquierda eran suficientes para constituir un grupo parlamentario. Siguiendo estas recomendaciones y propuestas, el diputado ecologista del PCF Noël Mamère propuso esa noche que los cuatro miembros elegidos de "Los Verdes" en las elecciones legislativas se unan a los diputados comunistas proporcionando así el soporte necesario para formar un grupo político en la Asamblea Nacional, diciendo que él creía que los diputados Verdes aceptarían la propuesta de M. Bufett, esperando sentarse junto a los miembros del PCF y otros parlamentarios de "grupos autónomos" de izquierda en la Asamblea Nacional, independientemente del Partido Socialista (PS); más tarde añadió que su invitación también se extendía al Movimiento de Ciudadanos de Jean-Pierre Chevènement, el Partido Radical de la Izquierda (PRG), y la izquierda diversa (DVG). en respuesta Bocuqet indicó el 18 de junio que "el grupo está abierto al mundo" pero eso no significaba que sea necesaria la ayuda de los Verdes para establecer un grupo.
A pesar del inicial intento de acercamiento, la iniciativa de M. Buffet para formar un grupo común con los Verdes fue finalmente rechazada, acabando la posibilidad de un grupo "comunista, republicano y ecologista" como imaginaba N. Mamère. Conversaciones entre Mamère, el diputado del PCF Patrick Braouezec, y diputados de la izquierda diversa incluyendo a Gérard Charasse, fueron brevemente iniciadas con el soporte aparente del liderazgo del PCF, el cual buscó fortalecer su posición en la asamblea y disminuir los conflictos; aun así, esto no sirvió de nada, con Bocquet creyendo que una alianza con los Verdes sería inviable durante los debates del Grenelle de l'environnement y la legislación propuesta como resultado. Maxime Gremetz, desbancado de la federación comunista en el Somme y antagonista hacia el partido nacional, hizo condicional su afiliación a un grupo parlamentario contingente en su demanda de que él y los otros comunistas en el Somme excluidos de la federación departamental sean permitidos a re-entrar. Con un total de 18 diputados comunistas, fue por tanto necesario buscar dos diputados adicionales para la formación del grupo.
Al no alcanzar los 20 diputados, los comunistas – Bocquet en particular – fueron finalmente forzados a reabrir la puerta a los Verdes y al PRG, con Mamère proponiendo un grupo "verde, comunista y radical". Aun así el PCF continuó su pedido de bajar la valla para un grupo parlamentario de 20 a 15 diputados, este cambio en la legislación requiere el asentimiento de una mayoría de la Asamblea Nacional, entonces controlado por la Unión para un Movimiento Popular (UMP). En esa situación sin ninguna garantía que eso sucediera, Bocquet dijo que los comunistas actuaron con "pragmatismo". Finalmente el grupo de la Izquierda Demócrata y Republicana (groupe de la Gauche démocrate et républicaine) era formado el 26 de junio con 24 diputados presentando a Jean-Claude Sandrier como su primer presidente; el grupo se conformó con los diputados del PCF (con la excepción de André Gerin, quién rechazó unirse), cuatro de los Verdes, y dos de la "izquierda diversa": Alfred Marie-Jeanne para Martinica y Huguette Bello para Réunion.
Después de dejar el PS con Jean-Luc Mélenchon para cocrear el Partido de Izquierda, Marc Dolez dejó el grupo Socialista, Radical, Ciudadano y de izquierda diversa para entrar al grupo GDR como un diputado asociado antes de convertirse en un miembro el 27 de enero de 2009. El 11 de julio de 2010, Anny Poursinoff de los Verdes fue elegida en la 10.ª Elección parcial del departamento de Yvelines, derrotando a Jean-Frédéric Poisson, de esta forma convirtiéndose en el 26.º miembro del grupo GDR. El 1 de septiembre de 2010, el diputado Verde  Yves Cochet tomó la presidencia del GDR. Maxime Gremetz fue expulsado del grupo el 12 de abril de 2011 después de interrumpir un encuentro parlamentario sobre el accidente nuclear de Fukushima 1, y posteriormente renunció a su puesto el 16 de mayo. Cochet dejó el GDR el 6 de diciembre para ser MEP, y fue reemplazado por Roland Muzeau; esta decisión produjo diferentes opiniones del Frente de Izquierda sobre la decisión tomada por sus compañeros ecologistas, ahora conocidos como Europa Ecología – Los Verdes (EELV), para presentar un candidato común con el PS contra el titular François Asensi en la 11.ª Elección de Seine-Saint-Denis. Tiempo después los 4 diputados Ecologistas dejaron el grupo GDR, y otros tres hicieron lo mismo el 7 de diciembre. Jacques Desallangre dejó el grupo el 17 de febrero de 2012.

### 2012-2017
Siguiendo las elecciones legislativas de 2012, André Chassaigne estuvo designado por los 10 diputados del Frente Izquierdo para formar un grupo parlamentario, Ahora solo 15 diputados eran requeridos para formar un grupo parlamentario, observando la posibilidad de buscar soporte de los diputados "progresistas" que representan a los departamentos de Réunion, Martinica, y Guadalupe. Con el soporte de dos diputados ya confirmados, miembros anteriores del grupo, buscaron además el soporte de dos diputados elegidos nuevamente en Martinica, Jean-Philippe Nilor y Bruno Néstor Azerot. La búsqueda del decimoquinto diputado fue difícil; aunque Ary Chalus de Guadalupe, otro nuevamente elegido diputado, estuvo espectado que se uniese al grupo, la situación estuvo complicada por la declaración de Chalus el 21 de junio de que  se asociaría con el grupo Socialista. Finalmente la continuidad del grupo era finalmente asegurada con la confirmación que Gabriel Serville del Guianese Partido Socialista (PSG) se sentaría con el GDR en la asamblea.

### 2017-2022
En las elecciones legislativas de Francia de 2017, el PCF y la Francia Insumisa, (movimiento fundado por Jean-Luc Mélenchon para las elecciones presidenciales), intentaron formar una alianza para presentar un candidato común en esas elecciones, lo cual no se concluyó. Ambos partidos decidieron formar grupos parlamentarios por separado; Chassaigne declaró que el GDR debía continuar el 21 de junio, incluyendo a 11 de sus diputados y 4 de Francia de ultramar, pero no deberían oponerse a las iniciativas de La Francia Insumisa. La insistencia de Melechon en la votación disciplinaria respecto a su programa de movimiento fue un obstáculo para cualquier intento de formar alianzas entre ambos . 6 días después el 27 de junio de 2017 oficialmente el nuevo grupo de la Izquierda Demócrata Republicana GDR se formó con 16 diputados  .

### 2022-2027
A la hora de edición aún no han ocurrido.

## Lista de presidentes
| Nombre               | Partido | Partido | Periodo                  | Periodo                  | Notas         |
| Nombre               | Partido | Partido | Inicio de plazo          | Fin de plazo             | Notas         |
| -------------------- | ------- | ------- | ------------------------ | ------------------------ | ------------- |
| Jean-Claude Sandrier |         | PCF     | 26 de junio de 2007      | 27 de septiembre de 2010 | [ 6 ] [ 11 ]  |
| Yves Cochet          |         | EÉLV    | 27 de septiembre de 2010 | 29 de noviembre de 2011  | [ 13 ] [ 11 ] |
| Roland Muzeau        |         | PCF     | 29 de noviembre de 2011  | 19 de junio de 2012      | [ 13 ] [ 20 ] |
| André Chassaigne     |         | PCF     | 19 de junio de 2012      | Presente                 | [ 14 ]        |

## Afiliación histórica
| Año  | Asientos | Cambio      | Notas  |
| ---- | -------- | ----------- | ------ |
| 2007 | 24/577   | Sin cambios | [ 6 ]  |
| 2012 | 15/577   | 9           | [ 16 ] |
| 2017 | 16/577   | 1           | [ 19 ] |
| 2022 | 22/577   | 6           |        |